# Паймурзіно
Пайму́рзіно (рос. Паймурзино, чув. Кĕртекасси) — присілок у Чувашії Російської Федерації, у складі Александровського сільського поселення Моргауського району.
Населення — 102 особи (2010; 97 в 2002, 158 в 1979; 179 в 1939, 180 в 1926, 167 в 1897, 109 в 1858).

## Історія
Історична назва — Кертекаси-Янасал, Паймурзін. Утворився 18 століття як виселок присілку Янасал (Васькіно), 19 століття — околоток села Александровське. До 1866 року селяни мали статус державних, займались землеробством, тваринництвом. У другій половині 19 століття діяв водяний млин. 1930 року створено колгосп «Кульбеш». До 1927 року присілок перебував у складі Шуматівської волості Ядрінського повіту. 1927 року присілок переданий до складу Аліковського району, 1939 року — до складу Совєтського, 1956 року — до складу Моргауського, 1959 року — повернутий до складу Аліковського, 1962 року — до складу Ядрінського, 1964 року — повернутий до складу Моргауського району.